# Questions au gouvernement
Pour la procédure parlementaire, voir Questions d'actualité au gouvernement et Question écrite au gouvernement.
Questions au gouvernement est une émission de télévision politique française de service public diffusée le mardi et le mercredi, de 15 h à 16 h sur France 3 de 1981 à 2017, puis à partir du 3 octobre 2017 sur LCP, durant la session parlementaire. Elle est diffusée de 15 h à 17 h le mardi à partir de la rentrée 2019 à la suite de la réforme du règlement de l'Assemblée nationale, les questions au gouvernement se tenant désormais exclusivement le mardi à cet horaire.
Initialement, l'émission était retransmise uniquement le mercredi après-midi sur FR3 pour les questions orales à l'Assemblée nationale. L'activité sénatoriale n'était évoquée que par un résumé de 10 minutes de Fernand Tavarès avant la séance à l'Assemblée. 
Les présidents Philippe Séguin et Christian Poncelet ayant contribué à médiatiser leurs assemblées en créant la Chaîne parlementaire, les séances des deux assemblées sont maintenant retransmises deux jours par semaine au lieu d'un. France 3 diffusait donc les séances de questions orales au gouvernement qui avaient lieu à l'Assemblée nationale le mardi et le mercredi et au Sénat un jeudi sur deux. LCP diffuse maintenant les séances de questions orales au gouvernement qui ont lieu à l'Assemblée nationale les mardis et mercredis de 15 h à 17 h et Public Sénat au Sénat les mercredis de 15 h à 17 h. 
Les émissions diffusées depuis l'Assemblée nationale étaient présentées sur France 3 par Danielle Sportiello, et celles diffusées depuis le Sénat  par Patrice Machuret.